# Machine Robo Rescue
Sortie! Machine Robo Rescue (出撃!マシンロボレスキュー, Shutsugeki! Mashin Robo Resukyū) est un anime japonais réalisé par Mamoru Kanbe du studio Sunrise. Il a été diffusé entre le 8 janvier 2003 et le 3 janvier 2004 sur TV Tokyo.